# Vacherin fribourgeois
Vacherin fribourgeois är en halvhård ost som görs av opastöriserad komjölk i den schweiziska kantonen Fribourg.
Vacherin fribourgeois skall inte förväxlas med Vacherin Mont-d'Or eller Vacherin du Haut-Doubs som kommer från Jurabergen.

## Etymologi
Ordet Vacherin antas komma från latinets Vaccarinus, en yngre medhjälpare till boskapsskötaren.

## Produktion
Produktionsområdet utgörs av kantonen Fribourg liksom några enklaver. Årsproduktionen 2006 var 2343 ton, varav 265 ton exporterades. 

## Egenskaper och konsumtion
Ostarna väger 6-10 kg vid en diameter mellan 30 och 40 cm. Fetthalten är minst 26%. Specifikationen föreskriver päronarom och smak med viss syra och bitterhet. Den lättsmälta osten ingår i omtyckta fondueblandningar som Fondue Moité-Moité, med lika delar Vacherin och Gruyère. 